# Копанкі (Вармінсько-Мазурське воєводство)
Копанкі (пол. Kopanki, нім. Kopanken) — село в Польщі, у гміні Пурда Ольштинського повіту Вармінсько-Мазурського воєводства.
У 1975-1998 роках село належало до Ольштинського воєводства.